# لو دي لاج
لو دي لاج هي ممثلة فرنسية ولدت في 27 أبريل 1990، رشحت لجائزتين سيزار.

## وصلات خارجية
- لو دي لاج على موقع IMDb (الإنجليزية)
- لو دي لاج على موقع ميتاكريتيك (الإنجليزية)
- لو دي لاج على موقع روتن توميتوز (الإنجليزية)
- لو دي لاج على موقع ألو سيني (الفرنسية)
- لو دي لاج على موقع ميوزك برينز (الإنجليزية)
- لو دي لاج على موقع أول موفي (الإنجليزية)
- لو دي لاج على موقع قاعدة بيانات الأفلام السويدية (السويدية)
- لو دي لاج على موقع قاعدة بيانات الفيلم (الإنجليزية)
- لو دي لاج على موقع كينوبويسك (الروسية)